# Suzie Plakson

Suzie Plakson (2012)

Suzie Plakson (eigentlich Susan Plaksin; * 3. Juni 1958 in Buffalo, New York) ist eine US-amerikanische Schauspielerin.

## Leben
Plakson wurde 1958 als Susan Plaksin in Buffalo geboren. Sie wuchs in Pennsylvania auf und besuchte später die Northwestern University. Ihre Karriere begann sie zunächst am Theater. Später übernahm sie auch Rollen in Fernsehserien wie Love & War und Die Dinos. Plakson übernahm verschiedene Rollen in mehreren Star-Trek-Serien, darunter in Raumschiff Enterprise – Das nächste Jahrhundert (als Vulkanierin Lt. Selar und Klingonin K’Ehleyr) und Star Trek: Raumschiff Voyager (weibliche Q) sowie in Star Trek: Enterprise (als Tarah). Große Bekanntheit erlangte sie besonders in der Rolle der Judy Eriksen in How I Met Your Mother.

## Filmografie (Auswahl)
- 1987: Familienbande (Family Ties, Fernsehserie, eine Folge)
- 1988: Meine Stiefmutter ist ein Alien (My Stepmother Is an Alien)
- 1989: Zweimal Rom und zurück (Little White Lies)
- 1989–1990: Raumschiff Enterprise – Das nächste Jahrhundert (Star Trek: The Next Generation, Fernsehserie, drei Folgen)
- 1991: Bingo – Kuck mal, wer da bellt! (Bingo)
- 1991–1994: Die Dinos (Dinosaurs, Fernsehserie, 14 Folgen, Stimme)
- 1992–1995: Love & War (Fernsehserie, 67 Folgen)
- 1994: Enthüllung (Disclosure)
- 1996: Star Trek: Raumschiff Voyager (Star Trek: Voyager, Fernsehserie, eine Folge)
- 1996–1999: Verrückt nach dir (Mad About You, Fernsehserie, 17 Folgen)
- 1997: Wag the Dog – Wenn der Schwanz mit dem Hund wedelt (Wag the Dog)
- 2001: On Edge
- 2003: Star Trek: Enterprise (Enterprise, Fernsehserie, eine Folge)
- 2005: Red Eye
- 2005–2014: How I Met Your Mother (Fernsehserie, 15 Folgen)
- 2009: Eli Stone (Fernsehserie, 2 Folgen)
- 2011: Bones – Die Knochenjägerin (Bones, Fernsehserie, 1 Folge)